# Zalesie (gmina w województwie wileńskim)
Zalesie – dawna gmina wiejska istniejąca do 1945 roku w woj. nowogródzkim/Ziemi Wileńskiej/woj. wileńskim w Polsce (obecnie na Białorusi). Siedzibą gminy była wieś Zalesie (291 mieszk. w 1921 roku).
Na samym początku okresu międzywojennego gmina Zalesie należała do powiatu dziśnieńskiego w woj. nowogródzkim. 13 kwietnia 1922 roku gmina wraz z całym powiatem dziśnieńskim została przyłączona do Ziemi Wileńskiej, przekształconej 20 stycznia 1926 roku w województwo wileńskie.
11 kwietnia 1929 roku do gminy Zalesie przyłączono części gmin Głębokie i Szarkowszczyzna oraz zniesionej gminy Wierzchnie, natomiast część obszaru gminy Zalesie włączono do gminy Szarkowszczyzna.
Po wojnie obszar gminy Zalesie został odłączony od Polski i włączony do Białoruskiej SRR.

## Demografia
Według Powszechnego Spisu Ludności z 1921 roku gminę zamieszkiwało 7 697 osób, 1 068 było wyznania rzymskokatolickiego, 6 301 prawosławnego, 5 ewangelickiego, 307 staroobrzędowego, 16 mojżeszowego. Jednocześnie 2 481 mieszkańców zadeklarowało polską przynależność narodową, 5 014 białoruską, 1 niemiecką, 16 żydowską a 185 rosyjską. Były tu 1 131 budynków mieszkalnych.